# Gynoplistia subimmaculata
Gynoplistia subimmaculata là một loài ruồi trong họ Limoniidae. Chúng phân bố ở miền Australasia.